# Doãn Quốc Sỹ
Doãn Quốc Sỹ (17 tháng 2 năm 1923), còn được biết đến với tên Doãn Quốc Sĩ, là một nhà văn miền Nam Việt Nam. Ông sinh ra tại tỉnh Hà Đông, miền Bắc Việt Nam, quê ở làng Hạ Yên Quyết (tên Nôm gọi là làng Cót) thuộc phủ Hoài Đức, tỉnh Hà Đông (về sau thời kỳ 1946-1954 đổi thành xã Hạ Yên Quyết thuộc quận Cầu Giấy, đại lý Hoàn Long, ngoại thành Hà Nội; ngày nay thuộc quận Cầu Giấy, thành phố Hà Nội). Năm 1954, ông di cư vào Nam và sống ở Sài Gòn nơi ông thành lập nhà xuất bản Sáng Tạo cùng với Mai Thảo, Thanh Tâm Tuyền, Tô Thùy Yên và những người khác, đồng thời cho ra đời tạp chí văn chương cùng tên Sáng tạo có nhiều ảnh hưởng đương thời.

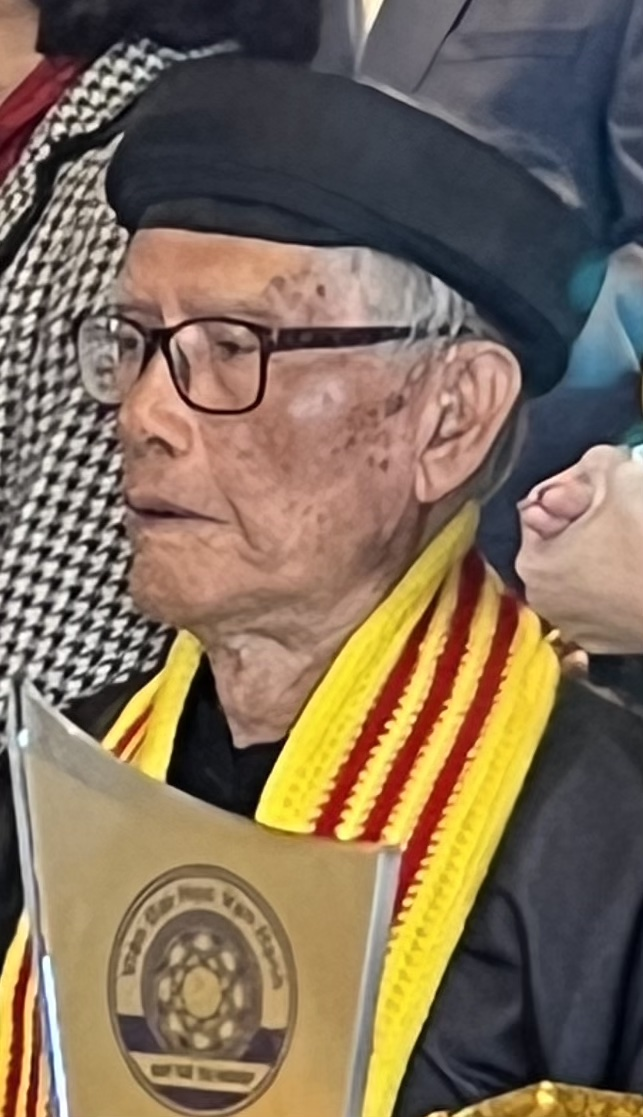
Nhà văn Doãn Quốc Sỹ nhân ngày sinh nhật thứ 100

## Tiểu sử

### Thân thế
Doãn Quốc Sỹ sinh ngày 2 tháng giêng năm Quý Hợi tức ngày 17 tháng 2 năm 1923 dương lịch. Ông là con trưởng của gia đình văn nghệ sĩ. Cha ông là Doãn Hưu, một nhà nho và người em trai của ông là nhạc sĩ Quân đội Nhân dân Việt Nam, Doãn Nho. Năm 1946, ông lập gia đình với con gái nhà thơ trào phúng Tú Mỡ (Hồ Trọng Hiếu) là bà Hồ Thị Thảo. Năm 1954, ông cùng gia đình di cư vào Nam.
Ông dạy học tại các trường trung học công lập như Nguyễn Khuyến (Nam Định, 1951-1952), Chu Văn An (Hà Nội, 1952-1953), Trần Lục (Sài Gòn, 1953-1960). Làm hiệu trưởng trường Trung học Công lập Hà Tiên (1960-1961), giáo sư trường Trung học Hồ Ngọc Cẩn (1961-1962), giáo sư trường Đại học Sư Phạm Sài Gòn, Trường Đại học Văn khoa Sài Gòn năm 1962 đến giữa thập niên 1960. Ông du học tại Hoa Kỳ về ngành giáo dục và rồi trở về nước tiếp tục công việc giảng dạy cho đến năm 1975.

### Văn nghiệp
Tác phẩm nổi tiếng nhất của ông là Khu rừng lau, một trường thiên tiểu thuyết gồm 4 tập: Ba sinh hương lửa (1962), Người đàn bà bên kia vĩ tuyến (1964), Tình yêu thánh hóa (1965), và Những ngả sông (1966). Theo Lê Văn, đặc phái viên Việt ngữ của Đài Tiếng nói Hoa Kỳ, trong một cuộc phỏng vấn ông, có dẫn chuyện rằng "Ba Sinh Hương Lửa người ta thường ví như những tác phẩm lớn của Nga như Chiến tranh và hòa bình" trong đó nội dung mô tả lại những cảm xúc đớn đau của một thế hệ thanh niên mới lớn tham gia vào công cuộc kháng chiến chống Pháp nhưng sau đó phát giác ra mình đã bị lợi dụng như công cụ đấu tranh giai cấp của những người cộng sản và "có lẽ chính vì thế mà anh đã bị cộng sản bỏ tù khi họ khi chiếm được miền Nam"
Sau năm 1975, ông bị nhà nước Cộng Hòa Xã Hội Chủ Nghĩa Việt Nam tạm giam nhiều lần vì tội "viết văn chống phá cách mạng", tổng cộng là 14 năm. Ông có tên trong danh sách những tên "biệt kích văn hóa", bị bắt trong chiến dịch khởi động ngày 3 tháng 4 năm 1976, một năm sau ngày chiến tranh Việt Nam kết thúc, cùng hàng trăm nhà văn, nhà báo, nghệ sĩ, nhân sĩ miền Nam bị xếp hạng "phản động": Trần Dạ Từ, Đằng Giao, Nhã Ca, Nguyễn Mạnh Côn, Nguyễn Hữu Hiệu, Hoàng Anh Tuấn, Thân Trọng Kỳ, Hoàng Vĩnh Lộc, Trịnh Viết Thành, họa sĩ Chóe, Như Phong Lê Văn Tiến, linh mục Trần Hữu Thanh, linh mục Đinh Bình Định, thượng tọa Thích Huyền Quang… Ông được phép di cư sang Hoa Kỳ vào năm 1995. Hiện nay ông sống tại Houston, Texas từ khi sang định cư tại Hoa Kỳ.
Ông là tác giả của khoảng 25 cuốn sách. Chuyện ngụ ngôn của ông có tựa đề Con cá mắc cạn đã được dịch ra tiếng Anh (The Stranded Fish) và có trong sách Việt Nam: bạn đồng hành văn chương của một du khách (Vietnam: A traveler's literary companion) do John Balaban và Nguyễn Quí Đức biên soạn.

## Tác phẩm
- Sợ lửa (1956)
- U hoài (1957)
- Gánh xiếc (1958)
- Gìn vàng giữ ngọc
- Dòng sông định mệnh (1959)
- Hồ Thuỳ Dương (1960)
- Trái cây đau khổ (1963)
- Người Việt đáng yêu (1965)
- Cánh tay nối dài (1966)
- Đồi biên giới (1966)
- Sầu mây (1970)
- Vào Thiền (1970)
- Khu rừng Lau[7]

1. Ba sinh hương lửa
2. Người đàn bà bên kia vĩ tuyến
3. Tình yêu thánh hóa
4. Những ngả sông trên dòng đời

- Người vái tứ phương
- Dấu chân cát xóa
- Mình lại soi mình
- Cúi đầu
- Trái đắng trường sinh
- Cò Đùm